# Pseudobombax guayasense
Pseudobombax guayasense är en malvaväxtart som beskrevs av André Georges Marie Walter Albert Robyns. Pseudobombax guayasense ingår i släktet Pseudobombax och familjen malvaväxter. Inga underarter finns listade i Catalogue of Life.